# Agricultura biodinâmica
Agricultura biodinâmica é uma forma alternativa de agricultura muito semelhante à agricultura orgânica, mas que inclui vários conceitos esotéricos desenvolvidos a partir das ideias de Rudolf Steiner (1861–1925). Desenvolvida inicialmente na década de 1920, este foi o primeiro movimento de agricultura orgânica reconhecido. Ela trata a fertilidade do solo, crescimento das plantas, e os cuidados da pecuária como tarefas ecologicamente inter-relacionadas, enfatizando perspectivas espirituais e místicas.
A biodinâmica tem muito em comum com outras abordagens orgânicas - que enfatizam o uso de esterco e compostos e exclui o uso de produtos químicos artificiais no solo e plantas. Métodos originais de abordagem biodinâmica incluem o tratamento de animais, culturas e do solo como um sistema único; uma ênfase desde o início nos sistemas de produção e distribuição local; seu uso do desenvolvimento tradicional e de novas raças e variedades locais; e o uso do  calendário astrológico para a semeadura, plantio, irrigação e colheita, utilizando-se das influências que as posições dos astros (cada um com suas composições químicas) no céu exerceriam sobre os elementos químicos e recursos hídricos na Terra. A agricultura biodinâmica usa vários aditivos à base de plantas e minerais como aditivos de compostagem e pulverizações nas plantações; estes são, por vezes, preparados por métodos controversos, como enterrar chifre de uma vaca enchido com quartzo moído, aos quais atribuem a capacidade de coletar "forças cósmicas no solo", que são criticados por não simpatizantes do movimento por mais parecerem com magia ou simpatia do que com agronomia.
Desde 2011, técnicas biodinâmicas foram usadas em 142.482 hectares em 47 países. A Alemanha responde por 45% do total global; resultando em uma média de 1.750 hectares por país. Métodos biodinâmicos no cultivo de videiras foram adotados por várias vinícolas de renome. Existem agências de certificação de produtos biodinâmicos, a maioria dos associados são membros do grupo de padronização de biodinâmica internacional Demeter International.
Nenhuma diferença nos resultados benéficos foi cientificamente estabelecida entre técnicas agrícolas biodinâmicas certificadas e práticas agrícolas semelhantes de agricultura orgânica e agricultura integrada. Os críticos têm caracterizado a agricultura biodinâmica como pseudociência com base na falta de evidências fortes para a comprovação da sua eficácia e ceticismo sobre certos aspectos, apontados como produto de um pensamento mágico.

## História
A biodinâmica foi a primeira agricultura orgânica moderna. Foi desenvolvida no início de 1924 com uma série de oito palestras em agricultura dadas pelo filósofo Rudolf Steiner em Koberwitz, na Silésia, na Alemanha (agora Kobierzyce, na Polônia, ao sudoeste de Wrocław). Estas palestras, são as primeiras apresentações de agricultura orgânica conhecidas. Foram realizadas em resposta a um pedido por parte dos agricultores, que notaram condições degradadas do solo e uma deterioração da saúde e qualidade de culturas e do gado, resultantes da utilização de adubos químicos. Os cento e onze participantes, menos de metade dos quais eram agricultores, vieram de seis países, principalmente Alemanha e Polónia. As palestras foram publicadas em novembro de 1924; a primeira tradução para o Inglês apareceu em 1928 como O Curso de Agricultura.
Steiner enfatizou que os métodos que ele propôs deveriam ser testados experimentalmente. Para este propósito, Steiner criou um grupo de pesquisa, o "Círculo de Agricultura Experimental de Fazendeiros e Jardineiros Antroposóficos da Sociedade Antroposófica Geral". Este grupo de pesquisa atraiu, no intervalo 1924-1939, cerca de 800 membros de todo o mundo, incluindo Europa, Américas e Austrália. Outro grupo, a "Associação para a Pesquisa em Agricultura Antroposófica " (Versuchsring anthroposophischer Landwirte), dirigido pelo engenheiro agrônomo alemão Erhard Bartsch, foi formado para testar os efeitos de métodos biodinâmicos sobre a vida e a saúde dos solos, plantas e animais; o grupo publicou um jornal mensal chamado Demeter. Bartsch também foi fundamental no desenvolvimento de uma organização de vendas para os produtos biodinâmicos, Demeter, que ainda existe hoje. A Associação de Pesquisa foi renomeada como Associação Imperial pela Agricultura Biodinâmica (Reichsverband für biologisch-dynamische Wirtschaftsweise) em 1933. Ela foi dissolvida pelo regime Nacional Socialista em 1941. Em 1931, a associação tinha 250 membros na Alemanha, 109 na Suíça, 104 em outros países europeus e 24 fora da Europa. As mais antigas fazendas biodinâmicas são o Wurzerhof na Áustria e a Marienhöhe na Alemanha.
Em 1938, o texto de Ehrenfried Pfeiffer Agricultura e Jardinagem Biodinâmica  foi publicado em cinco idiomas - inglês, holandês, italiano, francês e alemão - e tornou-se o padrão de trabalho no campo durante várias décadas. Em julho de 1939, a convite de Walter James, 4o Barão de Northbourne, Pfeiffer viajou para o Reino Unido e apresentou a Escola de Verão Betteshanger e Conferência sobre Agricultura Biodinâmica, na fazenda de Northbourne em Kent. Esta conferência tem sido descrita como o "elo perdido" entre a agricultura biodinâmica e a agricultura orgânica porque, no ano após Betteshanger, Northbourne publicou seu manifesto da agricultura orgânica Olhe para a Terra, no qual ele cunhou a expressão "agricultura orgânica" e elogiou os métodos de Rudolf Steiner. Na década de 1950, Hans Mueller foi encorajado pelo trabalho de Steiner para criar o método de cultivo orgânico-biológico na Suíça; este desenvolveu-se para mais tarde o que se tornaria a maior certificadora de produtos orgânicos na Europa, Bioland:5
Hoje, a agricultura biodinâmica é praticada em mais de 50 países em todo o mundo e em uma variedade de circunstâncias, que vão desde a agricultura de clima temperado em terras aráveis, viticultura na França, a produção de algodão no Egito, até a reprodução do bicho-da-seda na China.:141
A Alemanha responde por quase metade da agricultura biodinâmica do mundo. Demeter International é a agência de certificação primária para fazendas e jardins que usam estas métodos.

## Método biodinâmico de agricultura
Em comum com outras formas de agricultura orgânica, a agricultura biodinâmica utiliza práticas de gestão que se destinam a "restaurar, manter e melhorar a harmonia ecológica." As características centrais incluem a diversificação de culturas, evitar tratamentos químicos do solo e insumos não agrícolas em geral, a produção e distribuição descentralizada, e a consideração de influências celestes e terrestres em organismos biológicos. A Associação Demeter recomenda que "(um) mínimo de dez por cento da área total agrícola ser posta de lado como uma área para preservar a biodiversidade. Isso pode incluir, mas não se limita a, florestas, zonas húmidas, corredores ripários, e insetários intencionalmente plantados. A diversidade na rotação de culturas e plantio perene é necessária: o cultivo anual não pode ser plantado no mesmo campo por mais de dois anos consecutivos e o solo nu durante todo o ano é proibido, pois a terra precisa manter a cobertura vegetal adequada."
A Associação Demeter também recomenda que o concepção individual da terra "pelo agricultor, como determinado pelas condições do local, é um dos princípios básicos da agricultura biodinâmica. Este princípio enfatiza que os seres humanos têm uma responsabilidade para o desenvolvimento do seu ambiente ecológico e social que vai além de objectivos económicos e os princípios da ecologia descritiva.":141–142 Culturas, gado e agricultores, e "o ambiente socioeconómico inteiro formam uma interação única, que a agricultura biodinâmica tenta moldar ativamente ... através de uma variedade de práticas de gestão. O principal objetivo é sempre encorajar condições saudáveis para a vida": fertilidade do solo, saúde animal e vegetal, e qualidade do produto.:141–142 "O agricultor procura reforçar e apoiar as forças da natureza que levam a culturas saudáveis, e rejeita práticas de gestão agrícola que danificam o meio ambiente, planta do solo, saúde animal ou humana .... a fazenda é concebida como um organismo, uma autoentidade com a sua própria individualidade,":148 holisticamente concebido e autossustentável. "Doenças e controle de insetos são abordados através da diversidade das espécies botânicas, manutenção do habitat do predador, nutrição equilibrada das culturas, e atenção à penetração de luz e fluxo de ar. O controle de plantas daninhas enfatiza a prevenção, o período de plantio, cobertura do solo por restos de culturas ou palhas, e identificação e prevenção da propagação de espécies de ervas daninhas invasoras."
A agricultura biodinâmica é diferente de muitas formas de agricultura orgânica em sua orientação espiritual, mística e  astrológica. Ela compartilha um foco espiritual, bem como a sua visão para melhorar a humanidade, com o movimento "natureza agrícola" no Japão.:5 Nas suas características importantes, incluem o uso de estrume animal para sustentar o crescimento da planta (reciclagem de nutrientes), manutenção e melhoria da qualidade do solo, bem como a saúde e o bem-estar de plantações e animais. As culturas de cobertura, adubos verdes e rotações de culturas são usados extensivamente e as fazendas promovem a biodiversidade da vida vegetal e animal, e para reforçar os ciclos biológicos e a atividade biológica do solo.
As fazendas biodinâmicas têm, frequentemente, um componente cultural e encorajador da comunidade local, através do desenvolvimento de vendas locais e através de atividades de construção de uma comunidade na fazenda. Algumas fazendas biodinâmicas usam o modelo de agricultura apoiada pela comunidade, que tem conexões com a teoria da triarticulação social proposta por Rudolf Steiner.
Em comparação com a agricultura não orgânica, verificou-se que as práticas agrícolas biodinâmicas são mais resistentes aos desafios ambientais  (biofísicos), por estimular uma biosfera diversificada, e por ser mais eficiente energeticamente, fatores que Eric Lichtfouse descreve sendo de importância crescente em face das alterações climáticas, escassez de energia e crescimento da população.

### Preparados biodinâmicos
Em seu "curso agrícola", Steiner prescreveu nove preparações diferentes para ajudar a fertilização, e descreveu como estas deveriam ser preparadas. Steiner acreditava que estas preparações mediavam forças terrestres e cósmicas no solo. As substâncias preparadas são numerados de 500 até 508, onde os dois primeiros campos são usados para preparar, e sete são usados para fazer compostagem. Um estudo a longo prazo (experimento DOK) avaliando o sistema de agricultura biodinâmica, em comparação com os sistemas de cultivo orgânico e convencional, descobriram que tanto a agricultura orgânica e agricultura biodinâmica resultaram em propriedades melhoradas de solo, mas tiveram rendimentos mais baixos do que a agricultura convencional. Em relação ao desenvolvimento de compostos, além de acelerar a fase inicial de compostagem, alguns efeitos positivos foram observados:
- As pulverizações de campo contêm substâncias que estimulam o crescimento das plantas incluindo citocininas.
- Algumas melhorias no teor de nutrientes de compostagem.

Embora as preparações tenham diretamente valores nutricionais, o seu propósito na biodinâmica é apoiar as capacidades de autorregulação da biota do solo no caso dos preparados 500 e 501 e a vida biológica residente nos produtos orgânicos de compostagem.

#### Preparações de campo
Preparações de campo, para estimular a formação de húmos:

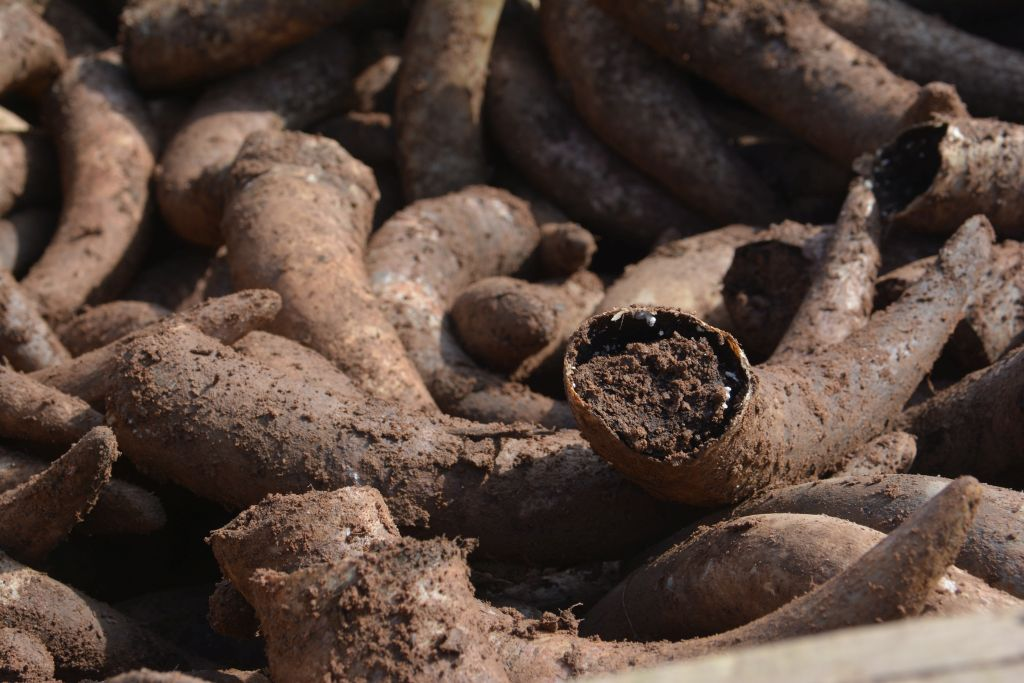
Chifres com esterco

- 500: (chifre-esterco) uma mistura de húmus preparado enchendo o chifre de um bovino fêmea (vaca) com estrume de gado e enterrando-o no chão (40–60 centímetros abaixo da superfície) no Outono. É deixado para se decompor durante o inverno e recuperados para uso na primavera seguinte.[32] Em um ensaio, foi demonstrado que o rendimento médio deste processo pode ser de 35 gramas de preparado seco por chifre.[33] Esta preparação trabalha no desenvolvimento radicular da planta, a forma da planta e sua vitalidade, promove o crescimento da planta, a micro-vida do solo que é ativo na fração de húmus. A agitação uma hora completa o processo de elaboração do 500 e torna-se ativo assim que ele é espalhado sobre a terra.[34]
- 501: (Cifre-quartzo) sendo o quartzo esmagado e pulverizado, com o qual se enche o chifre bovino e se o enterra no solo na primavera, recolhendo-o no outono. O enchimento deve ser feito com pó de lavado para extrair as impurezas e colocado dentro dos chifres, que podem ser os mesmos usados no P500. Os chifres são deixados em posição vertical por duas horas para decantar e então retira-se o excesso de água superficial antes de ser enterrado.[33] Pode ser misturado com a preparação 500, mas geralmente é preparado diretamente (mistura de 1 colher de sopa de pó de quartzo a 250 litros de água), que é dinamizada por uma hora. A mistura é pulverizada sob muito baixa pressão sobre a cultura durante a estação chuvosa, numa tentativa de prevenir doenças fúngicas. Deve ser pulverizado em um dia nublado ou no início da manhã para evitar a queima das folhas.[35] Também é atribuído o efeito de dar harmonia à planta através da promoção do desenvolvimento da folha, flor e fruto.[34]

A taxa de aplicação das preparações biodinâmicos de pulverização no campo  (isto é, 500 e 501) são de 300 gramas por hectare de chifre-estrume e 5 gramas por hectare de chifre-sílica. A calda usada na pulverização é feita agitando os ingredientes durante uma hora, em uma proporção de 20-50 litros de água por hectare, utilizando um método prescrito.

#### Preparação dos compostos
Na preparação dos compostos, são utilizadas ervas que são frequentemente usadas como remédios medicinais. Muitas das mesmas ervas são usadas em práticas orgânicas para fazer fertilizantes foliares, transformados no solo como adubo verde, ou em compostagem. As preparações incluem:
- 502: Milefólio (Achillea millefolium), suas flores são enchidas em bexiga urinária de cervo (Cervus elaphus), sendo então este colocado ao sol durante o verão, enterrado em terra durante o inverno e recuperado na primavera.[36]

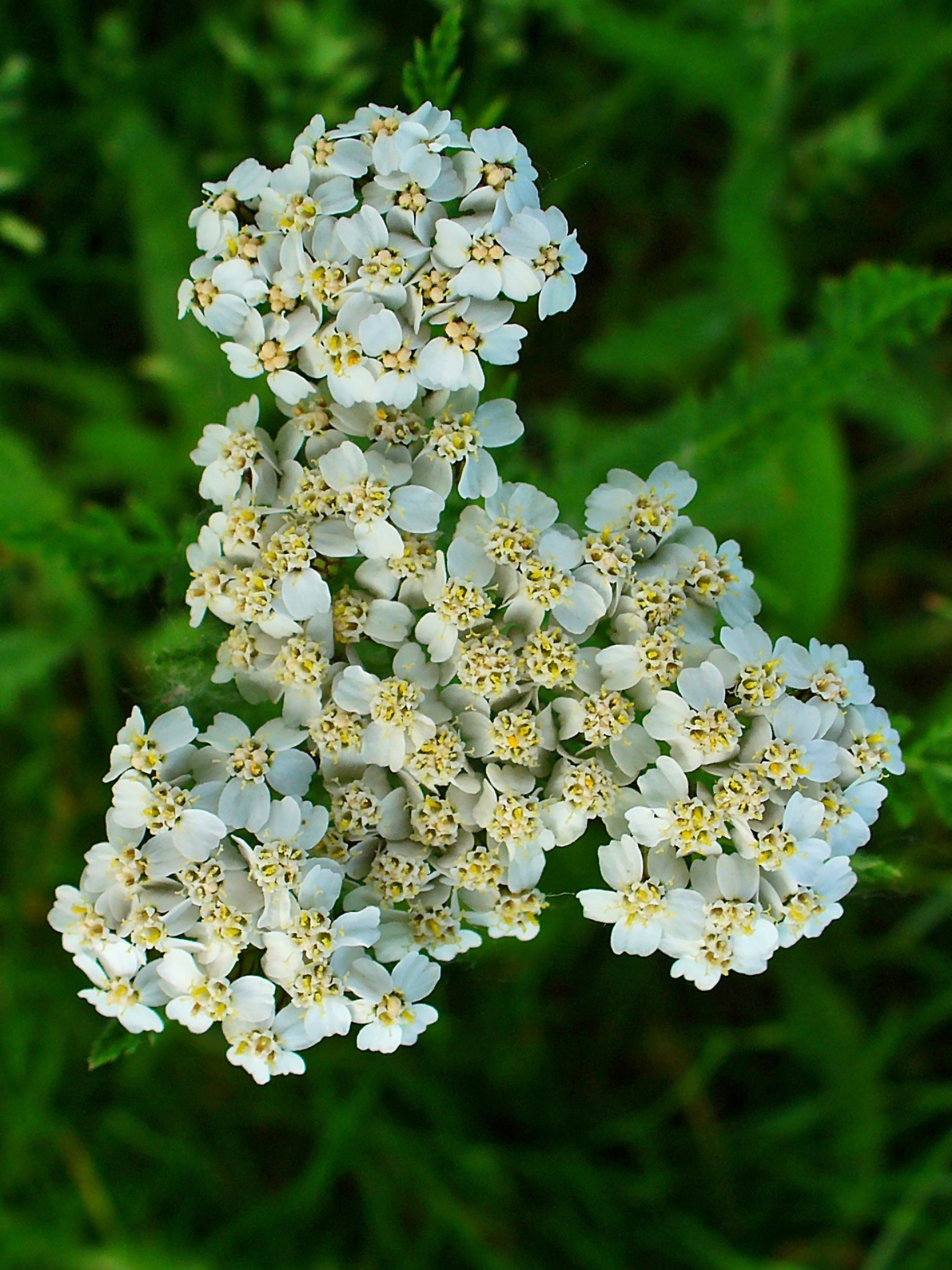
Milefólio (Achillea millefolium) em floração

- 503: Camomila (Matricaria recutita), suas flores  são enchidas em intestinos delgados de gado enterrados na terra rica em húmus no outono e recuperados na primavera.[37]

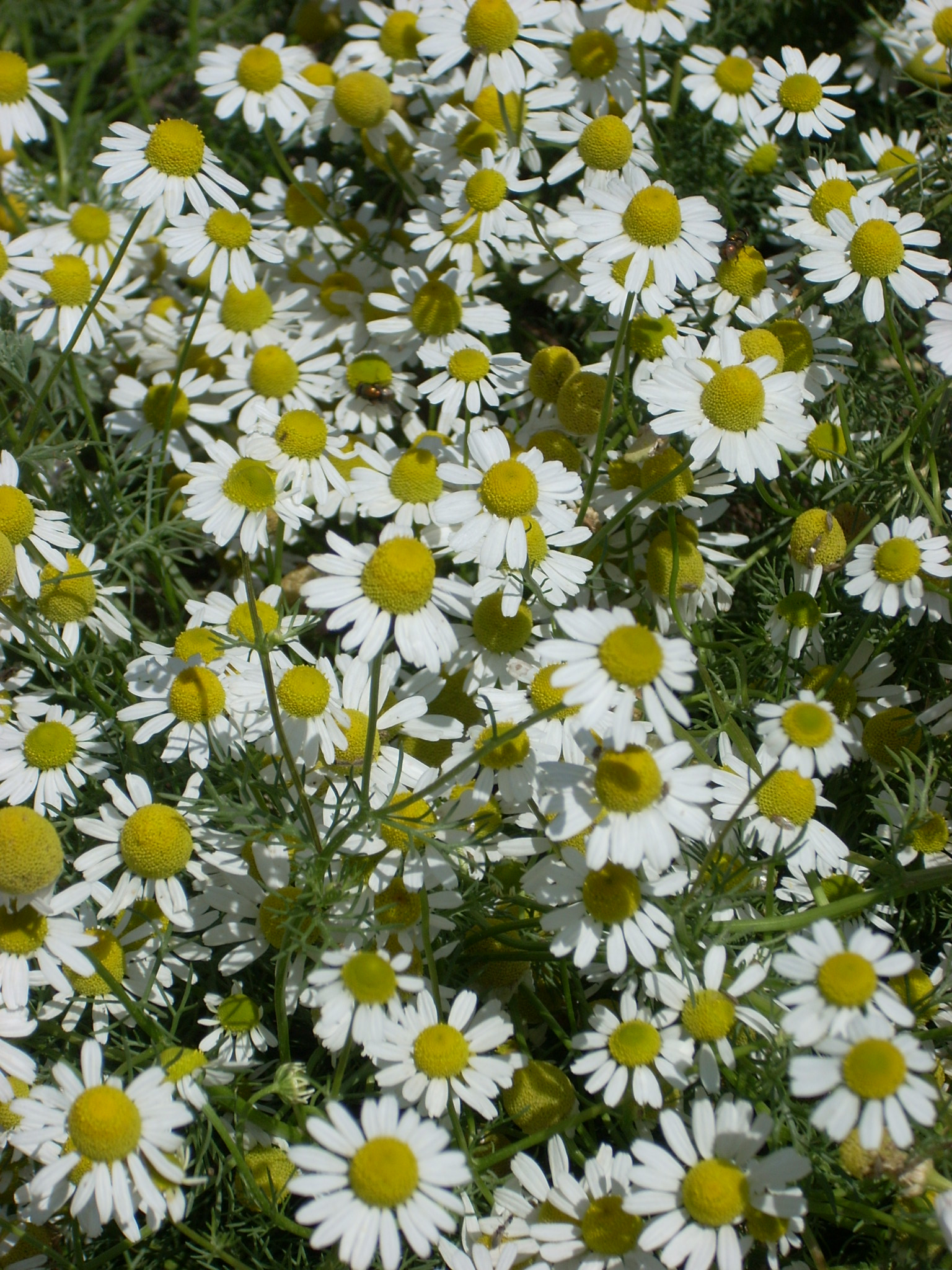
Camomila (Matricaria recutita) em floração

- 504: Urtiga (Urtica dioica), as plantas em plena floração são colhidas e colocadas no subsolo cercado por turfa em todos os lados por um ano.[38]

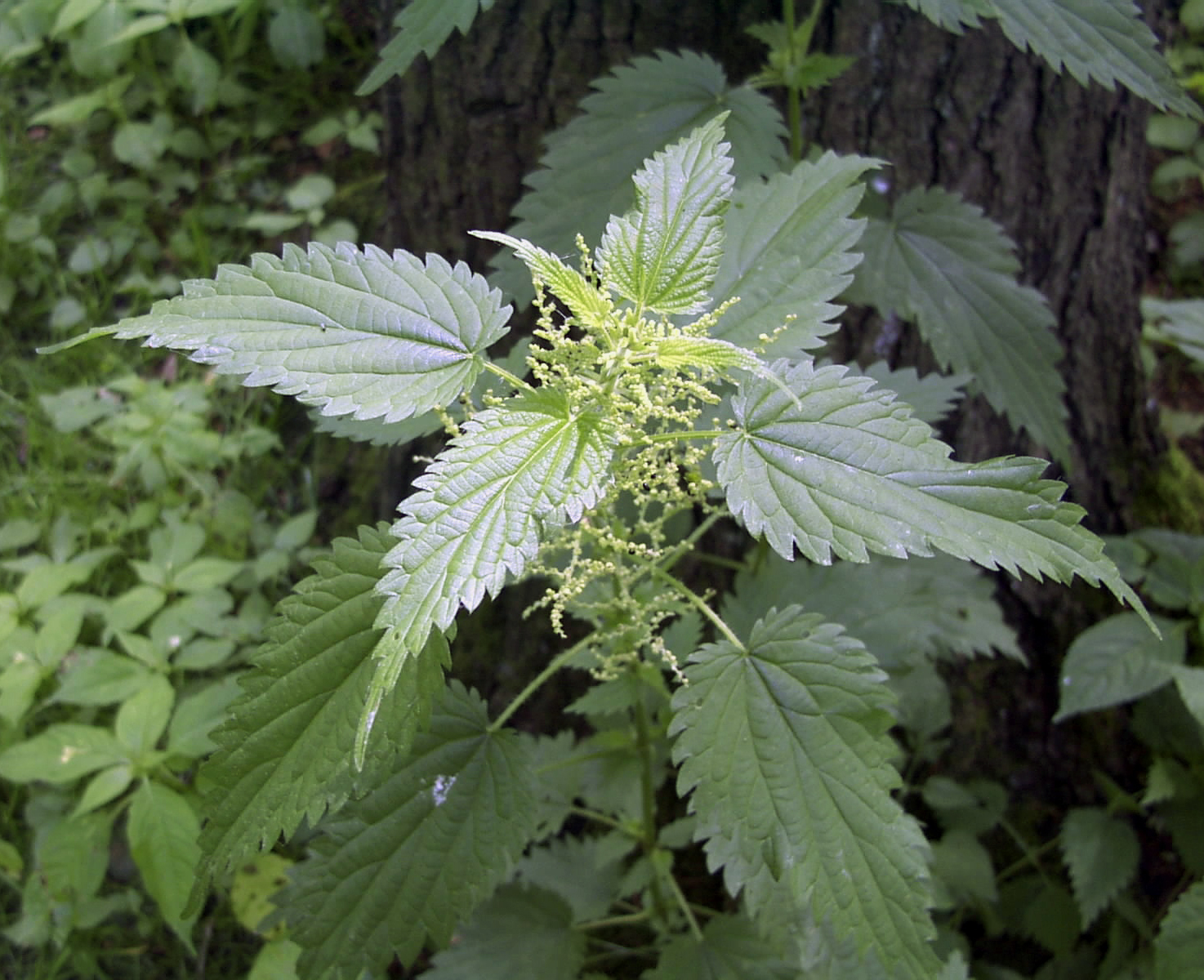
Urtiga (Urtica dioica)

- 505: Carvalho (Quercus robur), a sua casca é cortada em pequenos pedaços, colocados dentro do crânio de um animal domesticado (ovinos, bovinos e equinos), cercado por turfa e enterrado na terra em um lugar onde a água da chuva corre sobre o solo.[39]

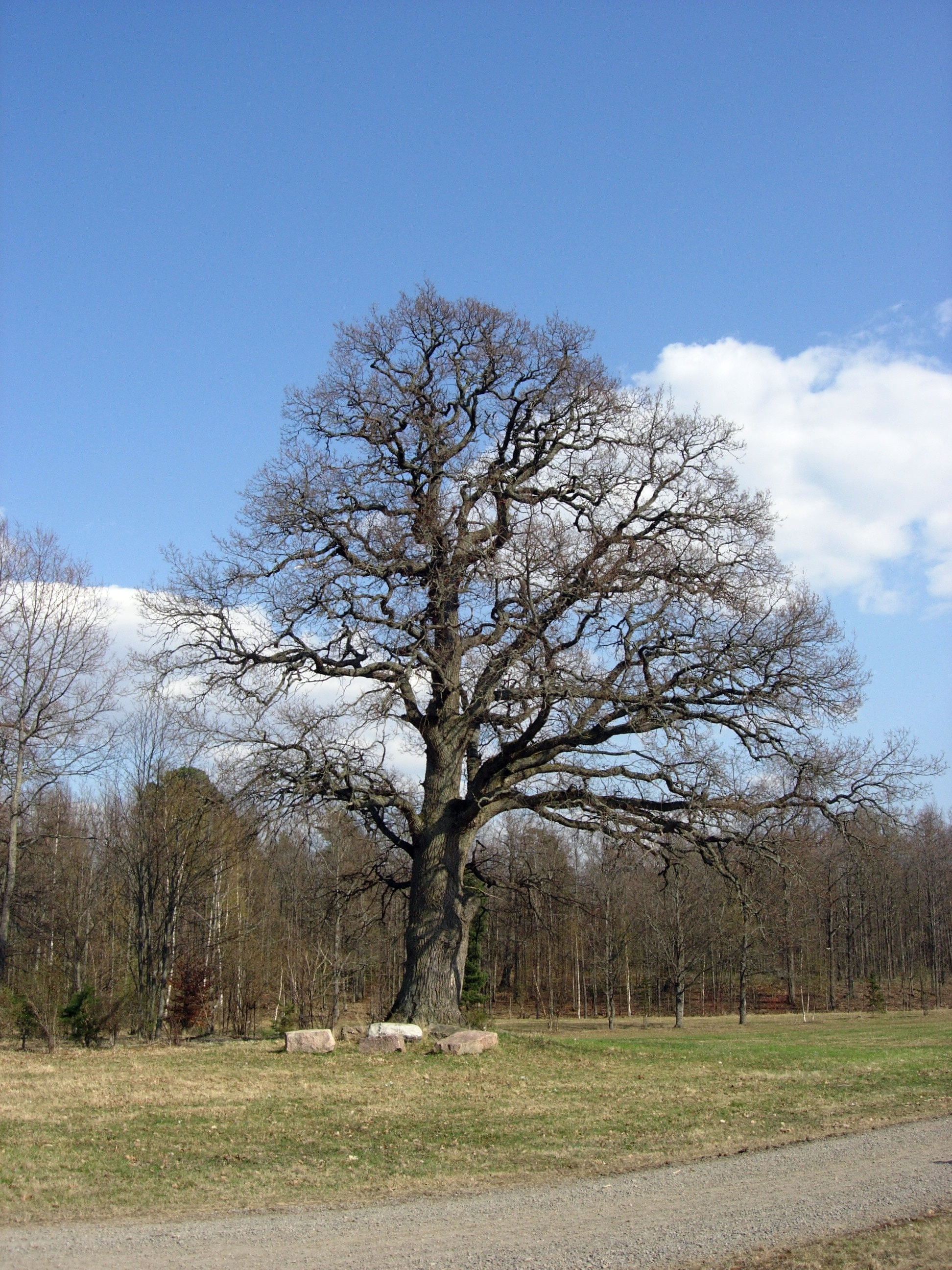
Carvalho (Quercus robur) sem folhas no inverno

- 506: Dente-de-leão (Taraxacum officinale), usando suas flores frescas ou secas para encher no mesentério bovino, este é enterrado durante o inverno e recuperado na primavera.[40]

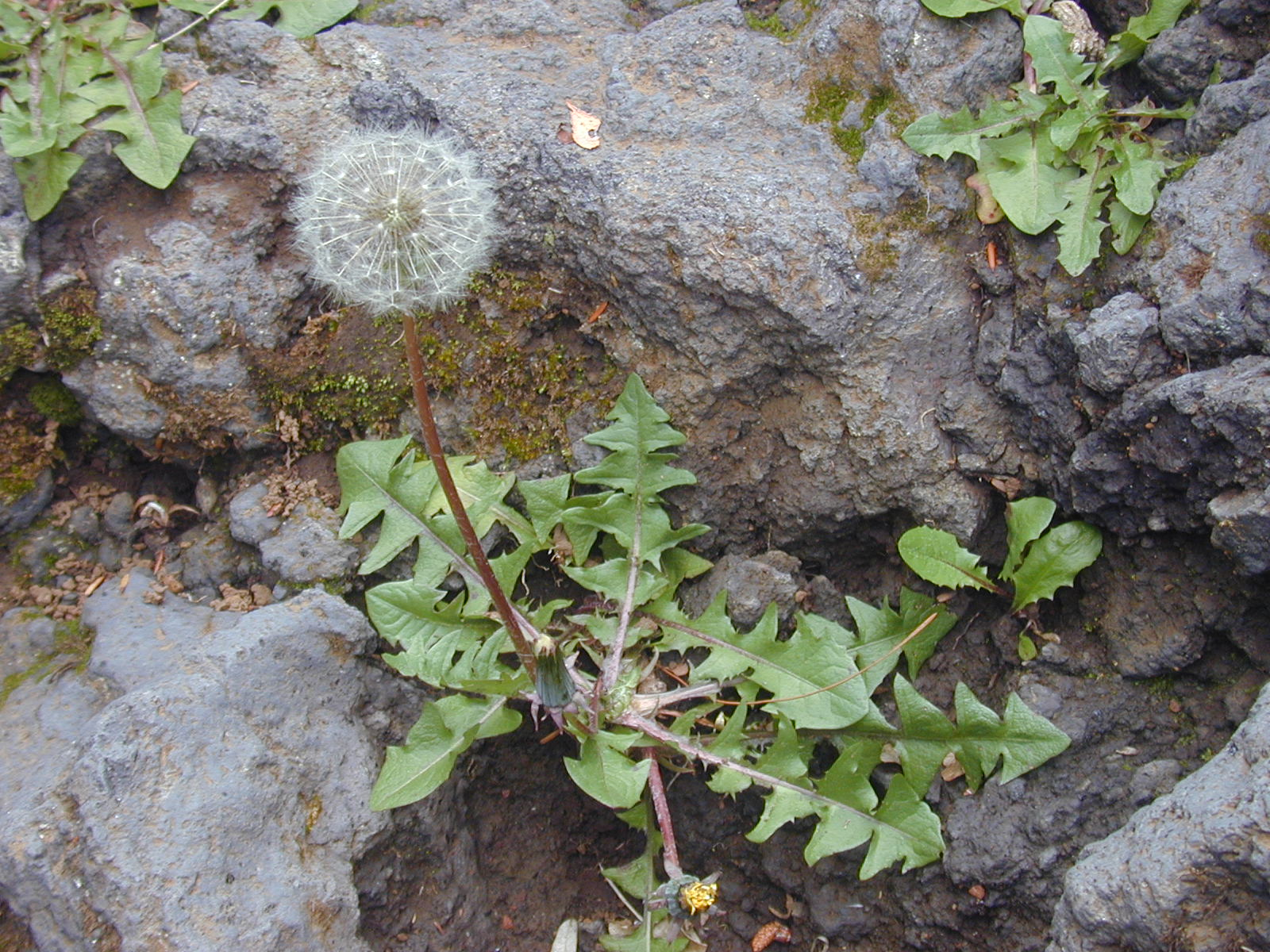
Dente-de-leão (Taraxacum officinale)

- 507: Valeriana (Valeriana officinalis), extrato das flores em água .[41]

- 508: Cavalinha (Equisetum).[42]

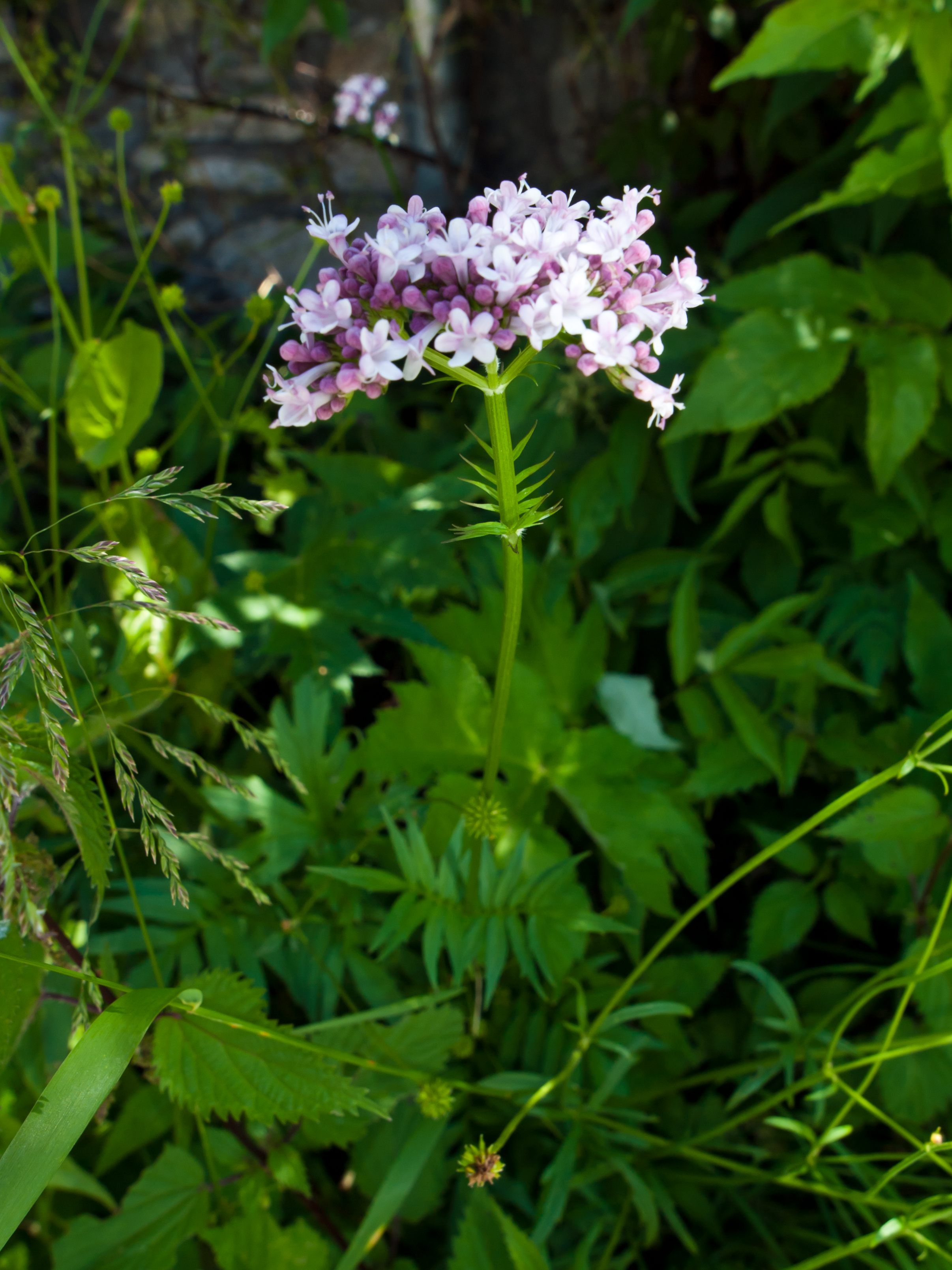
Valeriana (Taraxacum officinale)

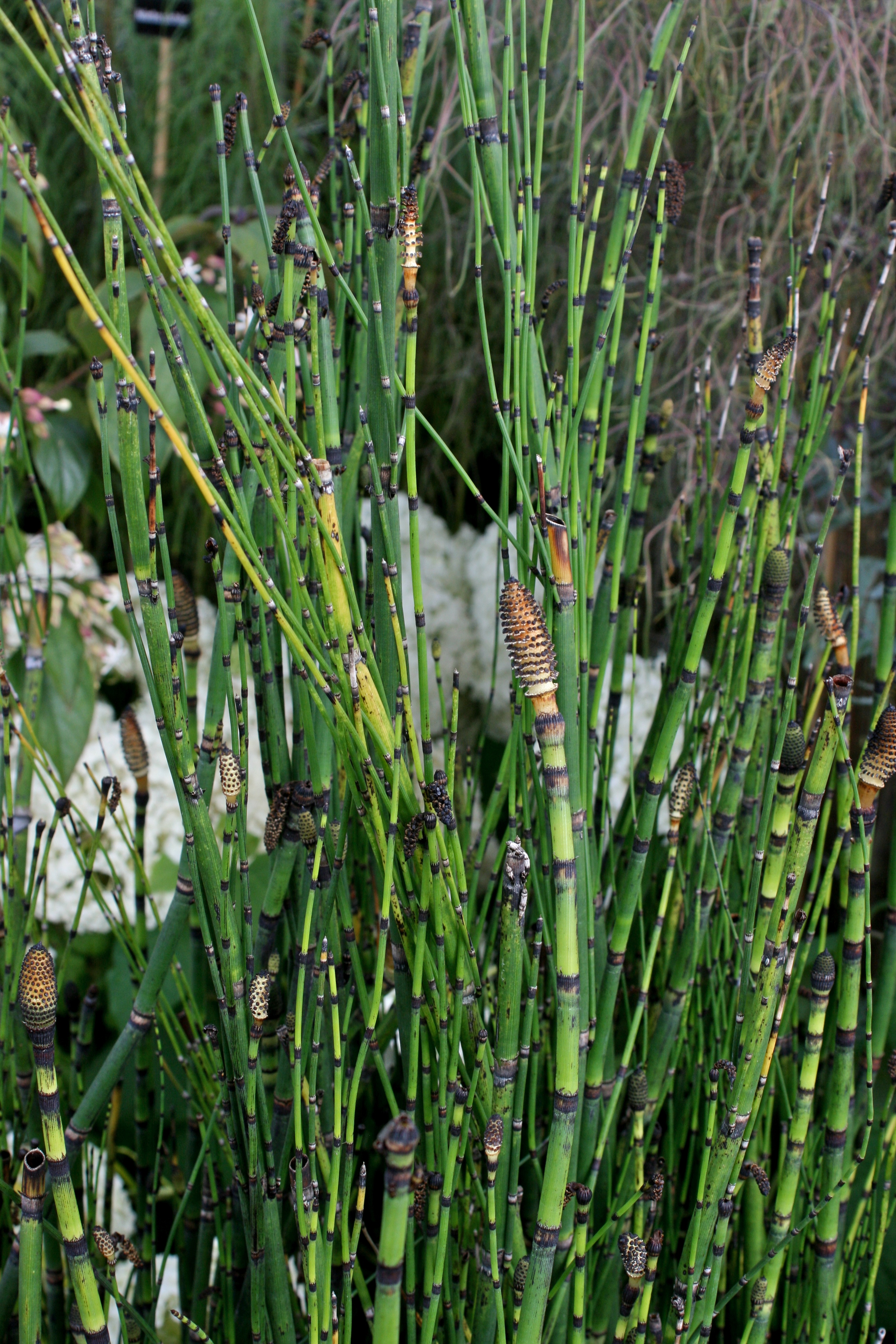
Cavalinha (Equisetum)

Quanto ao armazenamento dos preparados, quando desenterrados, estes são colocados sobre peneiras, em local sombreado e ventilado para secar durante alguns dias. Depois, são armazenados em potes de barro, dentro de caixa de madeira, isolados por uma camada fibra de coco ou xaxim moído, guardados em local escuro e seco. Apenas o P501 é armazenado em recipiente de vidro transparente e colocado em local claro.
As preparações de compostagem são aplicados com quantidades de 1–2 centímetros cúbicos para cada 10 metros cúbicos de adubo, estrume ou esterco líquido. As preparações devem então ser uniformemente pulverizadas sobre a terra o mais rapidamente possível após agitação.
Um a três gramas (uma colher de chá) de cada preparação é adicionada a um monte de composto em formação, cavando buracos com 50 centímetros de profundidade com uma distância de 2 metros entre um ao outro, exceto para a preparação 507, tudo é agitado em 5 litros de água e pulverizado sobre a superfície inteira da compostagem. Todos os preparados são utilizado em quantidades homeopáticas. Cada preparação de composto é projetada para guiar um processo de decomposição especial na massa de compostagem. Um estudo descobriu que a preparação da casca de carvalho melhorou a resistência a doenças na abobrinha.

### Calendário de plantio
A abordagem considera que há influências lunares e astrológicas sobre o solo e no desenvolvimento da planta, por exemplo, optando por plantar, cultivar ou colher várias culturas baseado nas fases da lua e da constelação zodiacal em que a lua está passando, e também dependendo se a cultura é a raiz, folha, flor ou fruto da planta. Este aspecto da biodinâmica foi denominado "astrologia" na natureza.

### Produção de sementes
A agricultura biodinâmica se concentrado na polinização aberta de sementes (com os agricultores, assim, em geral, cultivam as suas próprias sementes) e o desenvolvimento de variedades adaptadas localmente. O estoque de sementes não é controlado por grandes empresas de sementes, multinacionais.

## Certificação biodinâmica
O certificação biodinâmica Demeter , criada em 1924, foi o primeiro sistema de certificação e rotulagem para a produção orgânica.:5 Para receber a certificação como uma fazenda biodinâmica, a exploração deve satisfazer as seguintes normas: orientações agronômicas, gestão de efeito estufa, componentes estruturais, diretrizes de gado e de manuseio pós-colheita e procedimentos de processamento.
O termo  Biodinâmico  é uma marca detida pela Demeter. Associação de agricultores biodinâmicos com a finalidade de manter os padrões de produção utilizados tanto na agricultura e processamento de alimentos (Isto não é uma marca privada realizada em Nova Zelândia) a marca se destina a proteger o consumidor e para os produtores de produtos biodinâmicos. Demeter International uma organização dos países membros; cada país tem sua própria organização Demeter que é necessário para atender aos padrões internacionais de produção (mas também pode ultrapassá-los). A organização original Demeter foi fundada em 1928; os EUA Demeter Associação foi formada na década de 1980 e certificou a sua primeira fazenda em 1982. Na França, Biodivin certifica vinho biodinâmico. No Egito a SEKEM criou a Associação Egípcia de Biodinâmica (EBDA), uma associação que oferece treinamento para os agricultores para se tornarem-se certificados. A partir de 2006, mais de 200 vinícolas em todo o mundo foram certificados como biodinâmicas; numerosos outras vinícolas empregam métodos biodinâmicos em uma maior ou menor extensão.

## Efetividade
A pesquisa sobre agricultura biodinâmica tem sido complicada pela dificuldade de isolar os aspectos distintamente biodinâmicas na realização de ensaios comparativos. Consequentemente, não há um conteúdo robusto de informação que forneça evidências significativas de seus efeitos.  Em contrapartida os pesquisadores que defendem a agricultura biodinâmica afirmam  que existem pesquisas que evidenciam o resultado positivo desta prática..
Desde que agricultura biodinâmica é uma forma de agricultura orgânica, pode presumir-se em geral para compartilha suas características, incluindo "solos menos estressados e deste modo diversas e estreitamente interligadas colônias no solo".

### No solo
Um estudo de revisão de casos, constatou que os campos cultivados biodinamicamente:
- tiveram rendimentos mais baixos absolutos do que fazendas convencionais, mas alcançaram uma melhor eficiência da produção em relação à quantidade de energia utilizada;
- tiveram maiores populações de minhocas e de biomassa do que fazendas convencionais.

Ambos os fatores foram semelhantes ao resultado em campos cultivadas organicamente.
Um ensaio de longa duração demonstrou níveis mais elevados de teores de carbono orgânico e um melhor enraizamento (maior densidade de raízes) em áreas tratadas com preparações biodinâmicas.
Um estudo identificou níveis mais elevados de microrganismos no solo através da utilização preparações biodinâmicas.
Num experimento de longo prazo foi demonstrado que a gestão biodinâmica leva a vantagens na estabilidade agregação do solo, no pH do solo, na formação de húmus, no disponível cálcio do solo, na biomassa de fauna do solo e da biomassa (minhocas e artrópodes), mesmo em comparação com sistema orgânico.
As preparações biodinâmicas melhoram a qualidade do composto e fertilizante por aumentar a eficiência da adubação.

### Nas plantas
O uso do preparado 508, extrato das partes verdes de cavalinha em água na proporção de 20g/l, demostrou resultados significativos no controle de doenças fúngicas em plantações de morango.  Resultados similares foram obtidos com a aplicação de chá de cavalinha a 10% em água.  O uso do preparado 501, chifre quartzo mostrou resultados positivos na prevenção e manutenção do estado fitosanitário no cultivo do morango.
Em um experimento de campo de múltiplo anos com vinho, as preparações biodinâmicas nos anos de 2001 a 2003 resultaram em uma proporção mais favorável de folhas para o crescimento da videira. Em um ano (2003) as uvas biodinâmicas tinham um valor do teor de sólidos solúveis (brix) significativamente maior tendiam a ter maiores teores de fenólicos e antocianinas.
Em um estudo de longo prazo em Geisenheim College, Alemanha, na avaliação de suco de uva pelo método de análise de três tipos de formação de imagens,  de dez amostras cegas dos cinco métodos de cultivo, verificou-se que as amostras poderiam ser atribuídas corretamente com 100% de precisão, dado que as duas variantes que utilizaram pulverização de preparações biodinâmicas(500 chifre-estrume  e 501 chifre-quartzo) levaram a uma maior produção e melhor maturidade material de que as áreas sob manejo orgânico.
Um estudo identificou altos níveis de constituintes secundários em alface de agricultura biodinâmica usando preparados biodinâmicos.

### Em animais
A agricultura biodinâmica aumenta o teor de ácidos graxos valiosos no leite de vaca em comparação com o tratamento convencional na intensidade de alimentação similar.
O uso de leite biodinâmico por mães que amamentam eleva os níveis de ácidos graxos valiosos no leite materno.

### Influências astrologicas
A avaliação de  Walter Goldstein e Bill Barber  no Instituto Agrícola Michael Fields no sudeste de Wisconsin, sobre as influência data de plantio e posições lunares na produtividade de cenouras, identificou um aumento significativo na produtividade das amostras que foram plantadas segundo o calendário astrológico desenvolvido por Maria Thun, este calendário considera a posição astrológica da lua em relação aos 12 signos do zodíaco.

## Receptividade
Em um editorial de jornal em 2002, Peter Treue, pesquisador agrícola do Universidade de Kiel, caracterizou biodinâmica como pseudociência e argumentou que resultados semelhantes ou iguais podem ser obtidas utilizando princípios da agricultura orgânica padrão. Ele escreveu que alguns preparados biodinâmicos mais se assemelham a alquimia ou magia semelhante a geomancia.
Em uma análise de 1994, Holger Kirchmann, pesquisador de solo da Universidade Sueca de Ciências Agrícolas, concluiu que as instruções de Steiner eram ocultas e dogmáticas, e não pode contribuir para o desenvolvimento da agricultura alternativa ou sustentável. De acordo com Kirchmann, muitas das afirmações de Steiner não são demonstráveis porque hipóteses cientificamente claras não pode ser feitas a partir de suas descrições. Kirchmann afirmou que quando os métodos de agricultura biodinâmica foram testados cientificamente, os resultados foram pouco convincentes. Além disso, em uma visão geral da agricultura biodinâmicas 2004, Linda Chalker-Scott, pesquisadora da Universidade Estadual de Washington, caracterizou a biodinâmica como pseudociência, escrevendo que Steiner não utilizou métodos científicos para formular sua teoria da biodinâmica, e que o posteriormente a adição de técnicas válidas da agricultura orgânica tem "atrapalhado a discussão" da ideia original de Steiner. Com base na escassa avaliação científica da biodinâmica, Chalker-Scott concluiu que "não existe nenhuma evidência" de que preparações homeopáticas melhoraram o solo.
Na "Enciclopédia Cética de Pseudociência" de Michael Shermer, Dan Dugan diz que a maneira preparados biodinâmicos são supostamente para ser aplicados são formulados unicamente com base no "própria percepção" de Steiner. O cético Brian Dunning escreve: "a melhor maneira de pensar em agricultura biodinâmica seria como um feitiço mágico lançado sobre uma fazenda inteira. A biodinâmica vê uma fazenda inteira  como um único organismo, com algo que eles chamam de uma força de vida".
Os pesquisadores Florian Leiber, Nikolai Fuchs e Hartmut Spieß da Goetheanum, defenderam os princípios da biodinâmica e sugeriram que as críticas da agricultura biodinâmica que negam que a credibilidade científica "não são de acordo com os fatos ... que tomarem nenhuma observação das grandes áreas de gestão biodinâmicas e pesquisas existentes". Os agricultores Biodinâmicos são "encarregado de desenvolver um diálogo contínuo entre ciência biodinâmica e as ciências naturais  stricto sensu ," apesar das diferenças importantes paradigmas, visões de mundo, e sistemas de valores.:147
Filósofo da ciência Michael Ruse, escreveu que os seguidores da agricultura biodinâmica, em vez apreciar a marginalização científica que vem de sua base pseudocientífica, deleitando-se tanto nos seus aspectos esotéricos e da impressão de que eles estavam na vanguarda do sentimento mais amplo anticiência que tem crescido em oposição aos métodos modernos como a modificação genética.

## Princípios gerais[esta seção requer referências]
O impulso da agricultura biodinâmica, sendo uno com a Antroposofia, tem como conseqüência natural à renovação do manejo agrícola, a cura do meio ambiente e a produção de alimentos realmente condignos ao ser humano.
Esse impulso quer devolver à agricultura sua força original criadora e fomentadora cultural e social, força que ela perdeu no caminho à industrialização direcionada à monocultura e à criação em massa de animais fora do seu ambiente natural.
A Agricultura Biodinâmica quer ajudar aqueles que lidam no campo a vencer a unilateralidade materialista na concepção da Natureza, para que eles possam, cada um por si mesmo, achar uma relação espiritual–ética com o solo, com as plantas e os animais e com os coirmãos humanos.
A Biodinâmica quer lembrar todos os homens que: "A Agricultura é o fundamento de toda cultura, ela tem algo a ver com todos".
O ponto central da agricultura biodinâmica é o Ser Humano que conclui a criação a partir de suas intenções espirituais baseadas numa verdadeira cognição da Natureza.
Esse quer transformar sua fazenda ou sítio em um organismo em si concluso e maximamente diversificado; um organismo que a partir de si mesmo for capaz de produzir uma renovação. O sítio natural deve ser elevado a uma "espécie de individualidade agrícola".
O fundamento para tal é a integração de todos os elementos ambientais agrícolas como culturas do campo e da horta, pastos, fruticulturas e outras culturas permanentes, florestas, sebes e capões arbustivos, mananciais hídricas e várzeas etc. Caso o organismo agrícola se ordene em volta desses elementos, nasce uma fertilidade permanente e a saúde do solo, das plantas, dos animais e dos seres humanos.
A partida e a continuidade desse desenvolvimento ascendente da totalidade do organismo-empresa é assegurado pelo manejo biodinâmico dos tratos culturais agrícolas e do uso de preparados apresentados pela primeira vez por Rudolf Steiner durante o Congresso de Pentecostes. Trata-se de preparados que incrementam e dinamizam a capacidade intrínseca da planta a ser produtora de nutrientes, seja por mobilização química, transmutação ou transubstanciação do mineral morto ou por harmonização e adequação na reciclagem das sobras da biomassa produzida. Preparados que simultaneamente apóiam a planta a ser transmissor, receptor e acumulador do intercâmbio da Terra com o Cosmo.
Adubar na biodinâmica significa, portanto, aviventar ou vivificar o solo e não apenas fornecer nutrientes para as plantas.
A única preocupação que devemos ter é o que fazer para que isso aconteça. Nesse caso é possível abster-se de tudo que hoje em dia parece ser imprescindível. Na Agricultura Biodinâmica não se usam adubos nitrogenados minerais, pesticidas sintéticos, herbicidas e hormônios de crescimento etc. A concepção do melhoramento biodinâmico dos cultivares ou das raças está em irrestrita oposição à tecnologia transgênica. A ração para os animais é produzida no próprio sítio ou fazenda e a quantidade dos animais mantidos está em relação com a capacidade natural da área ocupada.
O agricultor biodinâmico está empenhado em fazer somente aquilo pelo qual ele mesmo pode responsabilizar-se, a saber, o que serve ao desenvolvimento duradouro da "individualidade agrícola". Isso inclui o cultivo e a seleção das suas próprias sementes como também a adaptação e a seleção própria de raças de animais. Além disso, significa uma orientação renovada na pesquisa, consultoria e formação profissional.
O agricultor biodinâmico aprende, dentro do processo de trabalho, a ser ele mesmo um pesquisador, aprende a participar e transmitir sua experiência a outros e formar dentro do seu estabelecimento um local de formação profissionalizante para gerações vindouras.
Uma renovação desta natureza desperta o interesse das pessoas que vivem nas cidades. Elas ligam-se com esta ou aquela fazenda ou sítio, apóiam e ajudam como podem, tornando-se fieis fregueses. Elas colaboram na formação de mercados regionais tornando-se como associados solidários mútuos. Há iniciativas novas de importância fundamental em toda parte para que a Agricultura possa enfrentar com sua autonomia regional a globalização do mercado mundial. Agricultura não é somente profissão para ganhar dinheiro, mas é principalmente encargo de vida, é vocação.